# آلکساندر ژولارت
آلکساندر لوئیز ژولارت (به پرتغالی: Alexandre Luiz Goulart) مهاجم اهل برزیل است که در شهر São João del Rei و در تاریخ ۲۴ ژوئیهٔ ۱۹۷۶ به دنیا آمده‌است.
آلکساندر در تیم‌های فوتبال کروزیرو سابقهٔ حضور دارد.